# 마리오 산체스
마리오 산체스(Mario Sanchez, 1994년 10월 31일 ~ )는 베네수엘라의 야구 선수이자, 현 중화 직업봉구 대연맹 유니 세븐일레븐 라이언스의 투수이다.

## 베네수엘라 프로야구 시절
2018년에 브라보스 데 마가리타에 입단하였다.

## 대만 프로야구 시절
2023년에 유니 세븐일레븐 라이언스에 입단하였다.

## 한국 프로야구 시절

### KIA 타이거즈시절
2023년 7월에 아도니스 메디나를 대체할 외국인 투수로 영입되었다.

## 대만 프로야구 복귀
2024년에 유니 세븐일레븐 라이언스에 재입단하였다.